# Rattus exulans
Rattus exulans е вид бозайник от семейство Мишкови (Muridae).